# Agulha da República
A Agulha da República - Aiguille de la République em francês - é um dos cumes do grupo conhecido pelas Agulhas de Chamonix no  Maciço do Monte Branco, na  França que culmina a 3 305 m. É um pico que se destaca do flanco Nordeste da Agulha dos Grandes Charmoz.

## Ascensões
A Agulha da República deve esse nome ao seu perfil com a forma de Barrete frígio. O seu monólito cumeeira de 15 m, particularmente abrupto e liso, foi vencido pela primeira vez a 29 de Jul. 1904 por  H.E. Beaujard com o guia Joseph Simond e os carregadores  Louis Simond e Alfred Tournier, mas para tanto utilizaram uma balestra para poderem passar uma corda cheia de nós por cima do cume. O lançamento da corda continuou a ser a maneira "clássica" de o poder subir até 1971 onde uma série de  pitões a expansão foram plantados por MM. Boutier, Germain et Mollier avec Mlle Lange, afim de aceder mais facilmente. Hoje, há quem o suba em escalada livre, cotação 6c.
Uns dias antes de ter sido vencido por H.E. Beaujard e os outros, o grande guia Joseph Ravane tentou subi-lo com os seus próprios meios, sem o conseguir.